# Zaborowo (powiat brodnicki)
Zaborowo – wieś w Polsce położona w województwie kujawsko-pomorskim, w powiecie brodnickim, w gminie Górzno.

## Podział administracyjny
W latach 1975–1998 miejscowość należała administracyjnie do województwa toruńskiego.

## Demografia
Według Narodowego Spisu Powszechnego (III 2011 r.) liczyło 442 mieszkańców. Jest drugą co do wielkości miejscowością gminy Górzno.

## Urodzeni w Zaborowie
- Franciszek Manthey (1904-1971), ksiądz, filozof i religiolog